# Gościniec Siennieński
Gościniec Siennieński – kolonia w Polsce położona w województwie mazowieckim, w powiecie lipskim, w gminie Solec nad Wisłą.
W latach 1975–1998 miejscowość administracyjnie należała do województwa radomskiego.